# Panzerkampfwagen V Panther
De Panzerkampfwagen V, vanaf 27 februari 1944 alleen Panther genoemd, Sd.Kfz. 171, is een middelzware tank die door nazi-Duitsland tijdens de Tweede Wereldoorlog op verschillende fronten werd ingezet. Hij wordt beschouwd als een van de betere tanks die Duitsland tijdens de oorlogsjaren bouwde. Er werden een kleine 6000 stuks van geproduceerd, waarvan de meeste tegen de Sovjet-Unie werden ingezet.

## Ontwikkelingsgeschiedenis
Toen de Duitsers in juni 1941, bij het begin van Operatie Barbarossa, geconfronteerd werden met de Sovjet T-34- en KV-I-tanks, ontdekten ze al gauw dat hun bestaande tanks te zwak bewapend en bepantserd waren om het tegen de nieuwere typen Sovjettanks op te nemen. De Duitsers waren al bezig met de ontwikkeling van een zware tank (die uiteindelijk de Tiger I zou worden), maar de tankeenheden vroegen ook om een nieuwe middelzware tank. Hoewel de eenheden te velde een voorkeur hadden voor een directe kopie van de T-34, besloot Adolf Hitler, die zich steeds meer persoonlijk met de tankontwikkeling begon te bemoeien, om een geheel nieuwe tank te laten ontwerpen, die de goede eigenschappen van de T-34 moest krijgen (schuine bepantsering, een lang 75mm-kanon en bredere rupsbanden), maar die verder superieur moest zijn aan de T-34. Deze tank zou de Panzerkampfwagen V worden, beter bekend als de Panther. Daimler-Benz en MAN deden voorstellen; de VK 30.02 van MAN werd op 12 mei 1942 door Hitler voor productie aanvaard. Het eerste voertuig kwam in januari 1943 gereed.

## Productievarianten
De Panther werd gebouwd in verschillende versies, Ausführungen:
- Ausf. D: De eerste hoofdversie heette verwarrend genoeg de D, zij werd gebouwd tussen januari 1943 en september 1943 in een aantal van 850. De enige overgebleven Panther Ausf. D is te vinden in het Wilhelminapark te Breda.
- Ausf. A: de tweede versie heette de A; zij werd gebouwd van augustus 1943 tot mei 1944 in een aantal van 2000 en had een andere commandokoepel; gedurende de productie werden vele kleine wijzigingen doorgevoerd waaronder het gebruik van een balmantel voor het machinegeweer in de romp.
- Ausf. G: de derde versie werd gebouwd vanaf maart 1944; minstens 3126 voertuigen zijn er gebouwd tot in april 1945. Bij deze versie werd de romp verwijd en de bepantsering aan de zijkant verhoogd van veertig naar vijftig millimeter. Ook bij deze versie werden er vele latere wijzigingen doorgevoerd, waaronder een verticale "kin" onder de mantel om te voorkomen dat treffers daar afgebogen werden naar de torenring. Ook werden enkele tientallen voertuigen uitgerust met nachtvizier; dit had een effectief bereik tot op 600 meter.

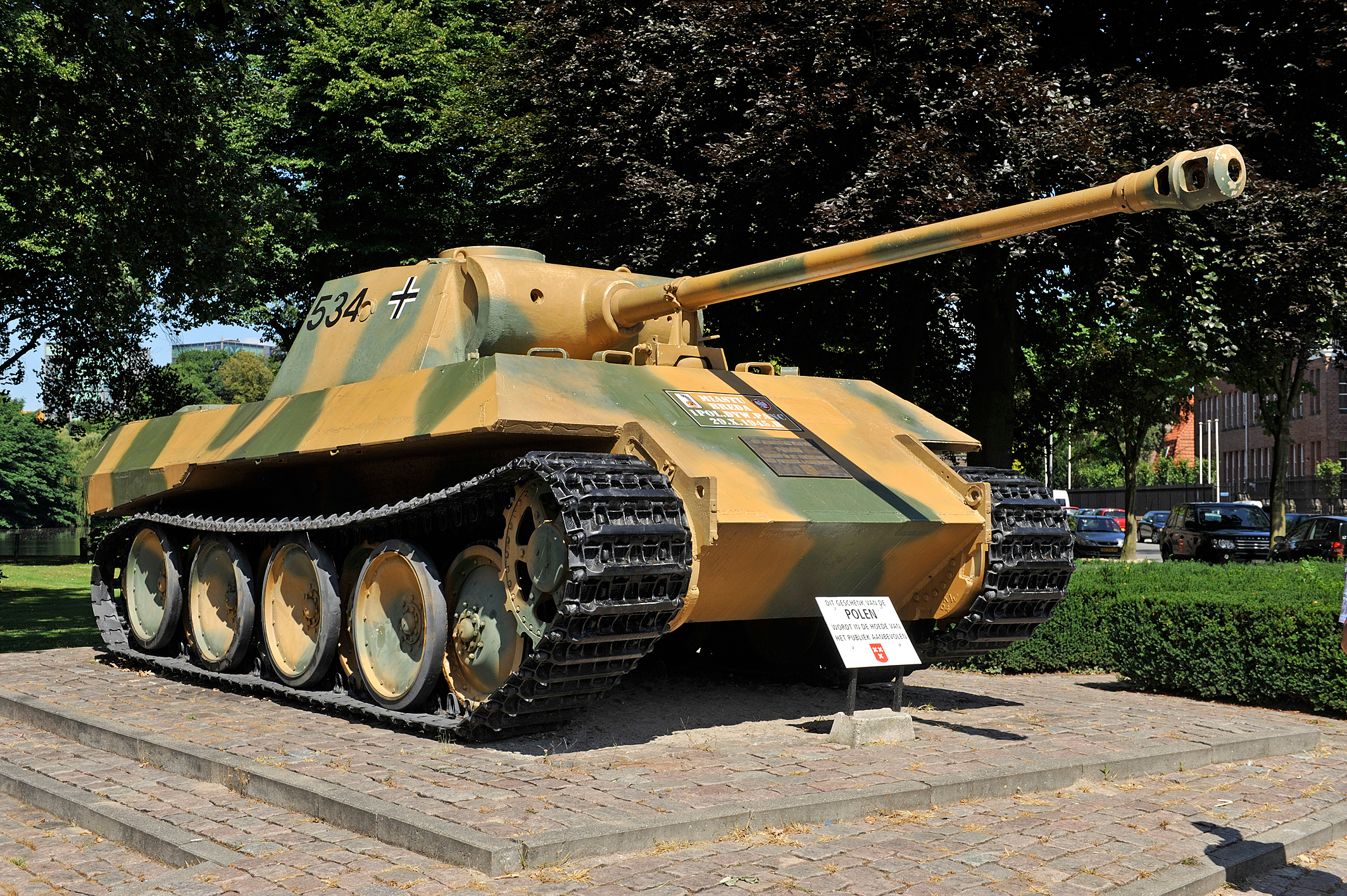
De laatste Panther Ausf. D in het Wilhelminapark te Breda

De productie begon in januari 1943 met vier stuks. Alle 159 tanks die in periode januari-april gebouwd werden, bleken niet te voldoen en werden teruggezonden ter reparatie; hierdoor was er een extra grote levering van 324 stuks in mei. De aantallen waren daarna zeer wisselend en varieerden van 120 in augustus 1943 tot 299 in december 1943, voor een totaal van 1768 in 1943. Pas in april 1944 werd de 300 weer overschreden met 311 stuks, geleidelijk stijgend naar een piek van 380 in juli. Door de terugtocht uit Frankrijk werd het toen voor geallieerde bommenwerpers veel eenvoudiger om de Duitse industrie te treffen en de productie begon te dalen naar 285 in december, voor een totaal van 3777 in 1944. Het productiedoel van 600 per maand werd dus nooit ook maar benaderd. In 1945 stortte de fabricage ineen: 211 in januari, 126 in februari en 102 in maart 1945, de laatste maand waarover nog exacte gegevens beschikbaar zijn, voor een totaal van minstens 439 in 1945. De gehele productie bedroeg dus afgaande op de maandtotalen minstens 5984, inclusief acht Ausf. F's.

## Beschrijving

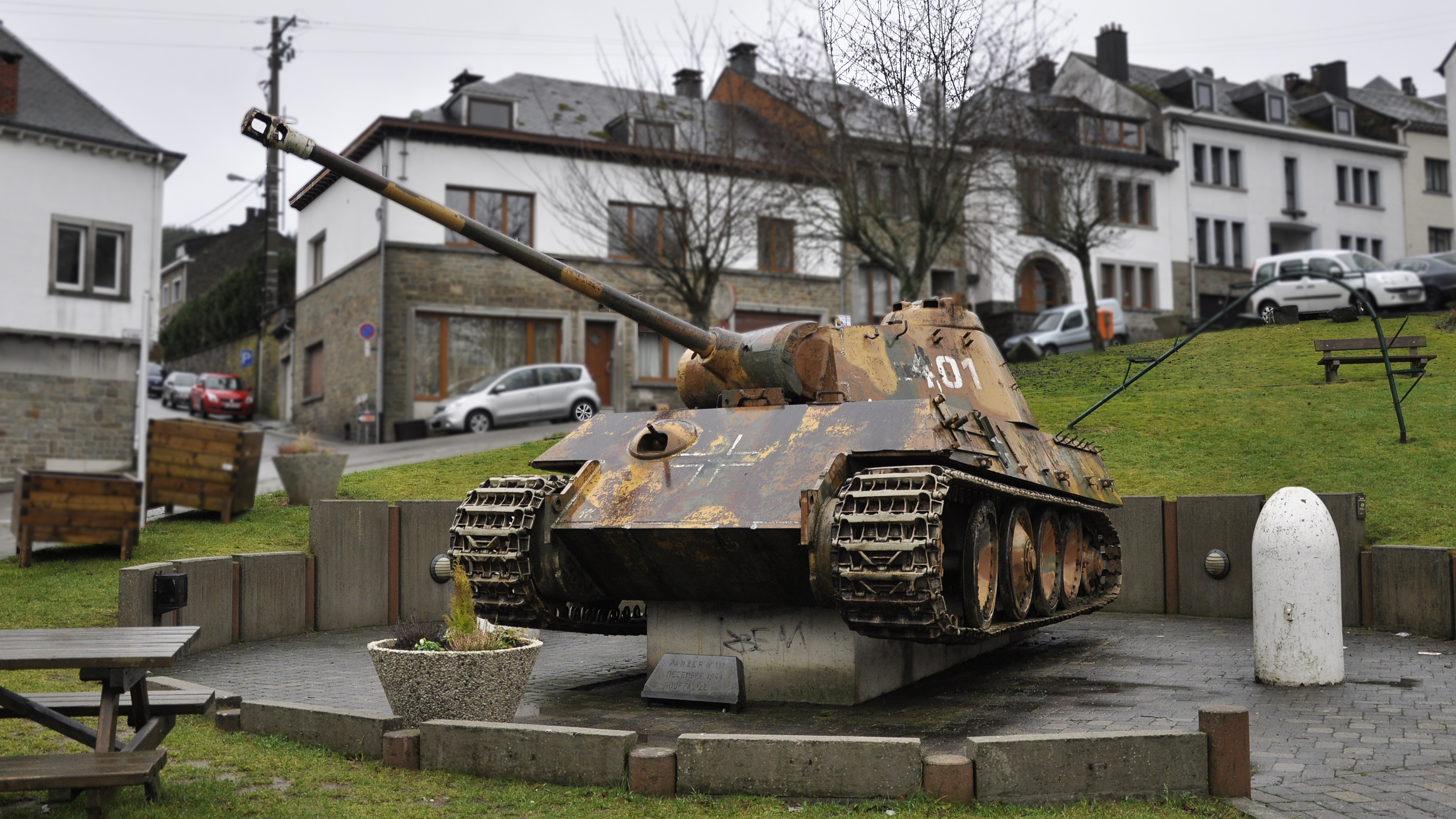
Een Panther Ausf. G als Tankmonument opgesteld te Houffalize

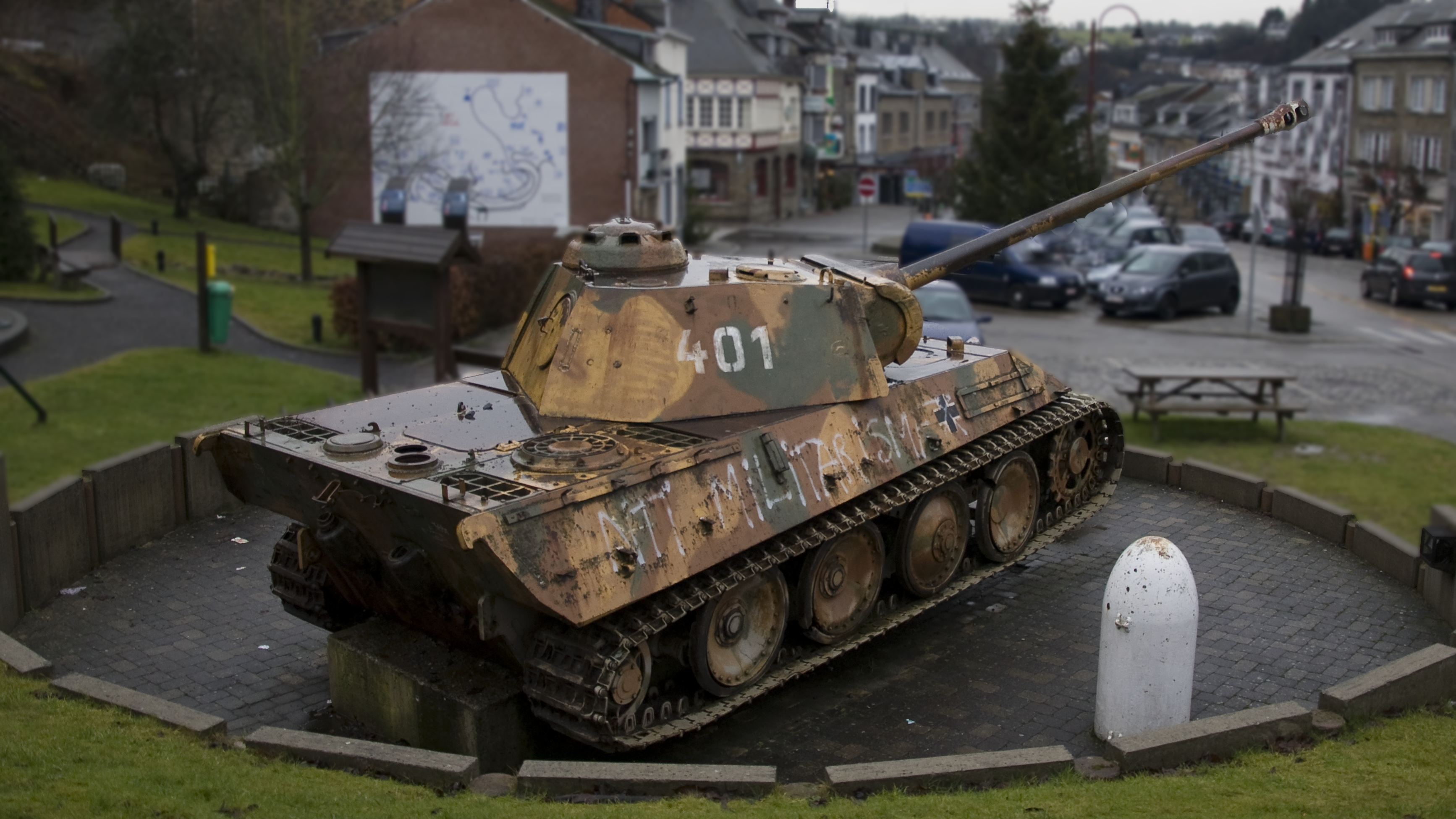
De Panther te Houffalize

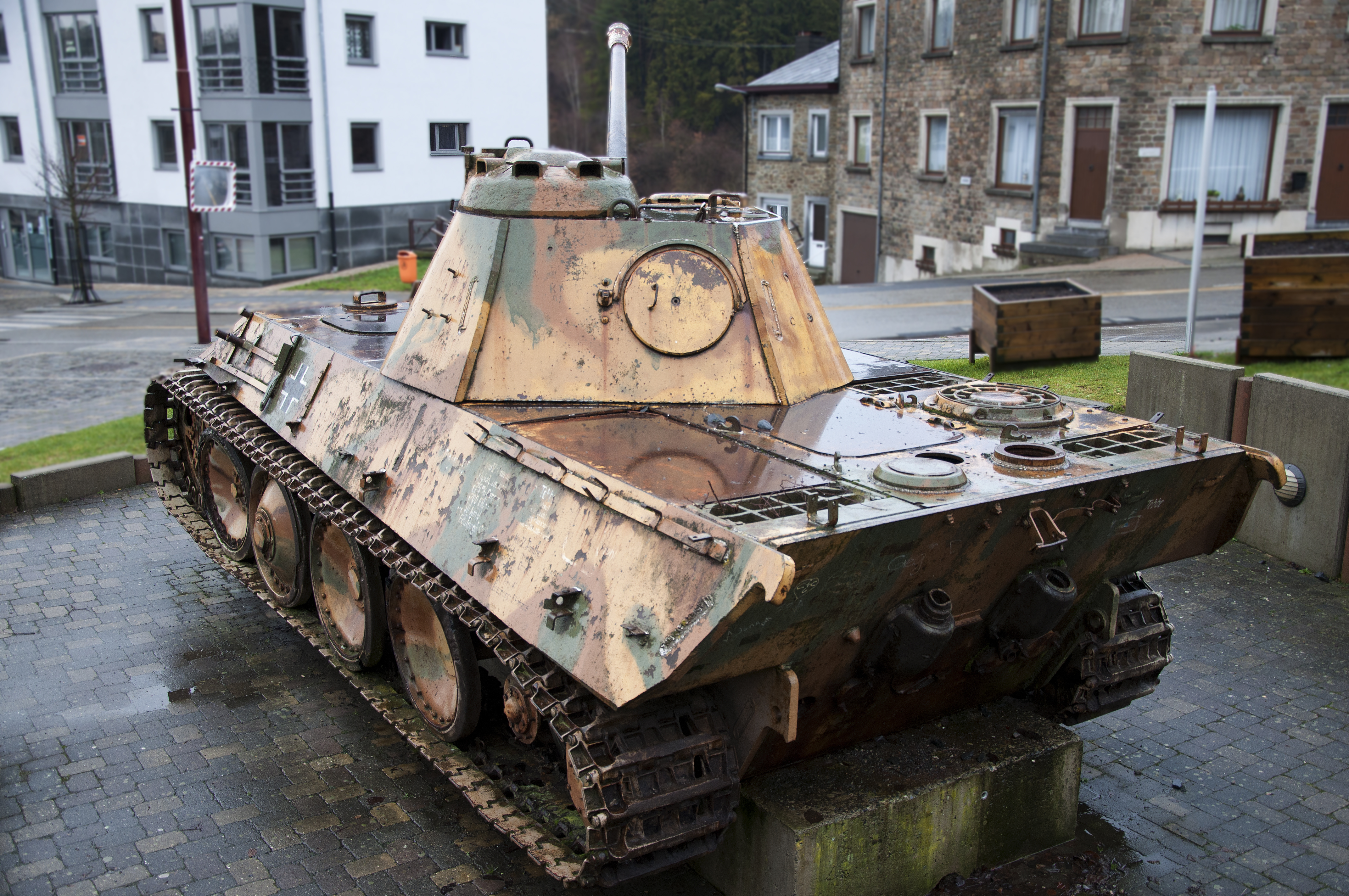
De Panther te Houffalize

De Panther had verscheidene goede eigenschappen. Om te beginnen was er het lange 7,5 cm KwK 42 L/70 dat gezien zijn geringere munitieafmetingen in anti-tank capaciteiten superieur was aan het 88mm- / L56-kanon van de Tiger I. Het kanon vuurde granaten af met een hoge aanvangssnelheid wat resulteerde in de grote penetratiekracht van de granaat. Het kanon had net als vele Duitse tankontwerpen van de Tweede Wereldoorlog een nauwkeurig en snel te bedienen richtsysteem wat de kans op een treffer aanzienlijk groter maakte dan bij de Sovjettanks het geval was. Doordat de Panther een voor die tijd betrekkelijk ruime koepel had kon het kanon redelijk snel herladen worden (de koepel van de T-34 was bij de eerste versies zo klein dat de commandant ook het kanon moest laden).
Ook had de tank afgeschuinde bepantsering die men van de T-34 afgekeken had. Dit zorgde voor een extra sterke bepantsering wegens het afketsingseffect en het is een efficiëntere manier om een gegeven volume met pantser te omhullen. Ondanks een massa die dertien ton lager lag, was de Panther zo beter beschermd dan de Tiger I, althans voor het frontpantser. De transmissie zat zoals de meeste Duitse tanks uit die tijd aan de voorkant van de tank wat de kans dat de bemanning een treffer aan die kant kon overleven groter maakte. Hoewel de motor (dezelfde als die de Tiger I) last bleef hebben van overmatige slijtage leverde de Panther betere prestaties op onverhard wegdek dan de meeste middelzware tanks van de Amerikanen en de Britten. De ophanging met de brede rupsbanden zorgde ervoor dat de Panther niet wegzakte in de Sovjet modder en sneeuw, of in de zachte Nederlandse bodem. Ze braken daardoor minder snel dan bijvoorbeeld de rupsbanden van de M4 Sherman. De overlappende wielen zorgden voor goede prestaties op onverharde grond en een extra-stabiel vuurplatform waardoor het kanon na het stoppen van de tank om een schot te lossen, sneller stabiel lag.
Dit ophangingsysteem was tegelijk ook de eerste van de zwakke punten van de Panther. Er kon gemakkelijk sneeuw en modder tussen de wielen geraken, en dat bevroor snel in de Sovjet winter waardoor de tank niet meer kon bewegen. Het systeem was eigenlijk alleen aanvaard omdat het van heel grote wielen gebruik kon maken, zodat men een slechtere kwaliteit rubber kon toepassen. Een ander nadeel was dat de binnenste wielen moeilijk bereikt konden worden in geval van een defect; er moesten dan vijf wielen worden gedemonteerd. Ook het repareren van de motor gaf problemen; bij een ernstige storing moest hij meestal uit de tank getakeld worden. Ook kon de Panther net zoals de Tiger I door zijn hoge massa niet door de gewone sleepwagens weggesleept worden. De Duitsers ontwikkelden al gauw een speciale bergingstank hiervoor, die gebouwd werd op het chassis van vernietigde Panthertanks.
De zijkanten waren veel lichter bepantserd wegens gewichtsbesparing. Dit maakte de Panther in tegenstelling tot de Tiger I op de flanken ondanks zijn massa en afmetingen niet veel sterker bepantserd dan de vorige middelzware tanks, zoals de typen Panzerkampfwagen III en Panzerkampfwagen IV.
Ook was de aandrijving van de koepel te zwak. Als de tank te veel slagzij maakte kon de schutter de koepel niet meer laten draaien.
Het zwakste punt was de transmissie. De transmissie was ontwikkeld voor een 30 tons tank, maar de tank woog uiteindelijk boven de 45 ton. Deze bleef echter ongewijzigd ondanks de andere verbeteringen die gaandeweg doorgevoerd werden. Resultaat was een lager percentage aan operationele Panthers van de totale hoeveelheid voorhanden dan zelfs de veel zwaardere Tiger II. Dat de transmissie voor in de romp lag, bood weliswaar een zekere bescherming maar vergde veel extra ruimte om de aandrijfstang een plaats te geven.
Het grootste probleem van de Panther lag niet in het ontwerp, maar in het feit dat de overgang op een geheel nieuwe generatie tanks de productie verstoorde en de groei ervan belemmerde. Om dit te temperen stapten niet alle fabrieken die middelzware tanks produceerden over op Panthertanks; een groot aantal bleef gewoon de Panzerkampfwagen IV bouwen. Hierdoor werden er weliswaar meer tanks gebouwd dan wanneer alleen de Panther geproduceerd was geweest, maar er moesten nu er voor twee soorten middelzware tanks munitie en reserveonderdelen geproduceerd en vervoerd worden, wat een enorm logistiek probleem opleverde.

### Bepantsering
- Romp:
  - Frontaal romp pantser:
    - Onderste helft: 60 mm op een hoek van 35°;
    - bovenste helft: 80 mm op 35°;

  - Zijkant van het romp:
    - Onderste helft: 40 mm vlak (0°);
    - Bovenste helft: 40 mm op 50° (de Ausf. G heeft 50 mm op 60°);

  - Achterzijde romp: 40 mm op 60°;
- Geschutskoepel:
  - Voorkant koepel:
    - Ausf. D: 80 mm op 78°;
    - Ausf. A: 110 mm op 78°;
    - Ausf. G: 100 mm op 80°;

  - zijkant van de geschutskoepel: 45 mm op 65°;
  - Achterzijde van de geschutskoepel: 45 mm op 65°;
  - Bovenkant van de geschutskoepel:
    - Ausf. D en A: 16 mm op 5°;
    - Ausf. G: 30 mm op 5°;

  - Kanonmantel: 100 mm gebogen

Alle hoeken zijn vanaf een horizontaal punt genomen, waarbij 0° horizontaal is, en 90° verticaal.

## Operationele geschiedenis
Toen de Panther tank aan Adolf Hitler voorgesteld werd, was hij er ondanks de in feite grote technische onrijpheid zo van onder de indruk dat beval dat het type meteen zonder verdere testen in productie te nemen. Hij stelde zelfs in 1943 het in het oosten in voorbereiding zijnde grote zomeroffensief (Operatie Zitadelle, beter bekend als de Slag om Koersk) uit, opdat er een aantal van de nieuwe Panther en Ferdinands aan mee konden doen. De constructeurs waarschuwden hem dat de tank nog grote technische mankementen had die opgelost moesten worden, maar dat legde Hitler naast zich neer. De 200 Panthers, ingedeeld bij het aparte Pantherregiment von Lauchert, kwamen vlak voor het begin van het offensief aan, vaak met rokende transmissies, of een gebroken ophanging. Van de Panthertanks die deelnamen aan de slag om Koersk waren op de derde dag nog maar veertig inzetbaar. De meeste vielen uit door de hierboven genoemde problemen, maar ook kwam een eenheid Panthertanks meteen na de start van het offensief in een niet ontdekt Sovjet mijnenveld terecht. Ondanks het slechte begin hadden de Duitsers wel door dat ze iets goeds in handen hadden, en de constructeurs begonnen al gauw de technische gebreken van de tank op te lossen. De inzetbaarheid bleef echter lager dan bij de Tiger. Over het hele oostfront gemeten was in 1944 tussen de dertig en zestig procent van de voertuigen defect.
Vanaf de zomer van 1943 werd heel geleidelijk bij alle pantserdivisies een van de twee tankbataljons opnieuw uitgerust met 68 Panther in plaats van 88 PzKpfw IV. Dit was een zeer langzaam proces omdat het hiervoor nodig was dat het hele bataljon, dat de helft van de gevechtskracht van de pantserdivisie uitmaakte, ter omscholing voor twee maanden naar Duitsland werd teruggetrokken. Vaak stond de strategische situatie het niet toe deze cruciale eenheden zo te verzwakken. Hierom werden vooral eenheden die toch al bijna waren vernietigd of de divisies in Frankrijk voor de Invasie in Normandië vernieuwd.
Tot juli 1944 waren de verliezen lager dan de productie en het bestand was op dat moment uitgegroeid tot 2249. Die maand stegen de verliezen tot 373 en er was een eerste daling tot 2211. Op 1 augustus was het aantal beschikbare Panther echter alweer gegroeid naar een piek van 2304 voertuigen. In september piekte het aantal verliezen met 692 en op 1 november bereikte het aantal Panther een dieptepunt met 1898. Door gevechtspauzes aan de fronten steeg het aantal echter weer om 2133 te bereiken op 1 februari 1945, de laatste maand waarover gegevens beschikbaar zijn. De inzetbaarheid van deze voertuigen was toen echter al drastisch afgenomen, door gebrekkig onderhoud en brandstoftekorten.
Vlak na de oorlog werd nog een aantal zwaardere Duitse tanks, zoals de Panther- en Tigertanks, ingezet in het Franse leger. Zeventien Panther deden tot in 1951 dienst bij het 4e eskadron van het 503e Régiment de Chars de Combat. Toen de reserveonderdelen op waren, werd een klein aantal aan musea verkocht; de rest diende als schietdoel. De Panther werd na de oorlog nog eens uitgebreid door de geallieerden bestudeerd; deze analyses hebben een zekere invloed uitgeoefend op de verdere tankontwikkeling.

## Panther II en Ausführung F
Al in 1943 werd besloten om naast de Tiger II ook een Panther II te ontwikkelen met sterker pantser. Men had ondertussen begrepen dat de productie en bevoorrading wel makkelijker zou worden als tanks zo veel mogelijk dezelfde onderdelen zouden hebben, daarom werd later besloten dat de Panther II zo veel mogelijk onderdelen gemeenschappelijk met de Tiger II-tank zou hebben. Maybach zou wel een nieuwe motor ontwikkelen die 100 tot 200 pk meer zou moeten leveren, maar het was de bedoeling dat deze motor dan ook in de Tiger II geplaatst zou worden. De Panther II zou min of meer hetzelfde chassis krijgen als de Tiger II had (dat chassis leek zeer veel op een groter en zwaarder bepantserde versie van het Panther I chassis), maar er zou een nieuwe versimpelde geschutskoepel op komen die naar voren taps toe liep (Schmalturm). Het was de bedoeling dat de Panther II aan het begin van 1945 in productie genomen zou worden. Door de situatie in de oorlog lag het moeilijk de productie te onderbreken en werd het project gestaakt. Bepaalde verbeteringen die voor de Panther II bedoeld waren, werden op de gewone Panthers gemonteerd. Zo werden acht Panthers tegen het eind van de oorlog uitgerust met Schmaltürme en een nieuw ophangingsysteem waarbij de wielen geen rubberen randen meer hadden. Dit noemde men de Ausführung F. Deze versie zou in maart 1945 in productie genomen worden maar het einde van de oorlog verhinderde dit.